# Caringin Nunggal
Caringin Nunggal is een bestuurslaag in het regentschap Sukabumi van de provincie West-Java, Indonesië. Caringin Nunggal telt 4503 inwoners (volkstelling 2010).